# Pfützenteich (Großobringen)
Der Pfützenteich in Großobringen liegt am Großen Ettersberg bei Weimar. Dieser nimmt bei starkem Regen das Wasser vom Heiligenbach auf. Eigentlich ist er natürlich entstanden, erhielt 1980 jedoch eine Betonwanne. Für den Ort übt er eine Schutzfunktion aus. Zusammen mit der Bäckertränke und dem Bachterteich bildet er die Löschwasserreserve in Großobringen. Zeitweilig diente er auch als Badegewässer. Zumindest wird er als Angelgewässer genutzt.
In Großobringen gibt es einen Straßenzug Zum Pfützenteich.